# Sook-Yin Lee
Sook-Yin Lee, född 1966 i Vancouver, är en kanadensisk radiopersonlighet, musiker, filmregissör, skådespelare och konstnär inom multimedia. Hon är en före detta VJ hos Muchmusic och tidigare programledare på CBC Radio. Hennes musikverksamhet inkluderar medlemskap i olika alternativa rockband, liksom soloalbum och arbete med filmmusik. Fram till mitten av 1990-talet var hon del av Vancouvers alternativa kulturscen, varefter hon flyttade till Toronto. På senare år har Lee arbetat med teater, bland annat med koreografi och omkring censur.
Hennes filmkarriär har, sedan den första kortfilmsproduktionen 1990, ofta skett med feministiskt eller etniskt anslag. Hon har även utforskat teman som yttrandefrihet och sexualitet. Hon deltog som skådespelare i John Cameron Mitchells film Shortbus (2006), en film som väckte uppmärksamhet genom sina osimulerade sexscener. 2024 valdes Paying for It, producerad efter sin tidigare pojkvän Chester Browns kontroversiella seriebok med samma namn, till en av årets tio bästa kanadensiska filmer på Toronto International Film Festival.

## Biografi

### Tidiga år
Lee föddes och växte upp i Vancouver i British Columbia. Hon är näst äldsta dotter till Leo Lee från Hongkong och en mor från Fastlandskina. Lee uppfostrades i romersk-katolsk tro. Hennes far var föräldralös, med föräldrar som dog under andra världskriget, och hennes mor var flykting från det kommunistiska Kina. Hon har även en syster, Deanna, som verkar som konstnär i Vancouver.
Lee växte upp i en strikt hållen och instabil familj där man hemlighöll saker och ting. När Lee var 15 år separerade hennes föräldrar, varvid Lee rymde hemifrån. Hon bodde ett tag på gatan, innan hon flyttade in i ett "lesbiskt konstnärskollektiv" vid namn "The Ranch".

### 1980- och 1990-talet
I mitten av 1980-talet blev Lee huvudsångare i Bob's Your Uncle, en alternativ rockgrupp från Vancouver. Lee inkorporerade ofta performance-tekniker i bandets melodiska rock. När bandet senare upplöstes fortsatte Lee sin musikkarriär som soloartist, släppte flera soloalbum och framträdde som skådespelare på teaterscenen och i olika projekt inom film och TV. Hon var ett tag huvudsångare i bandet Slan. Neko Case framträdde 2001 med Lees sång "Knock Loud" på sin 2001 EP Canadian Amp.

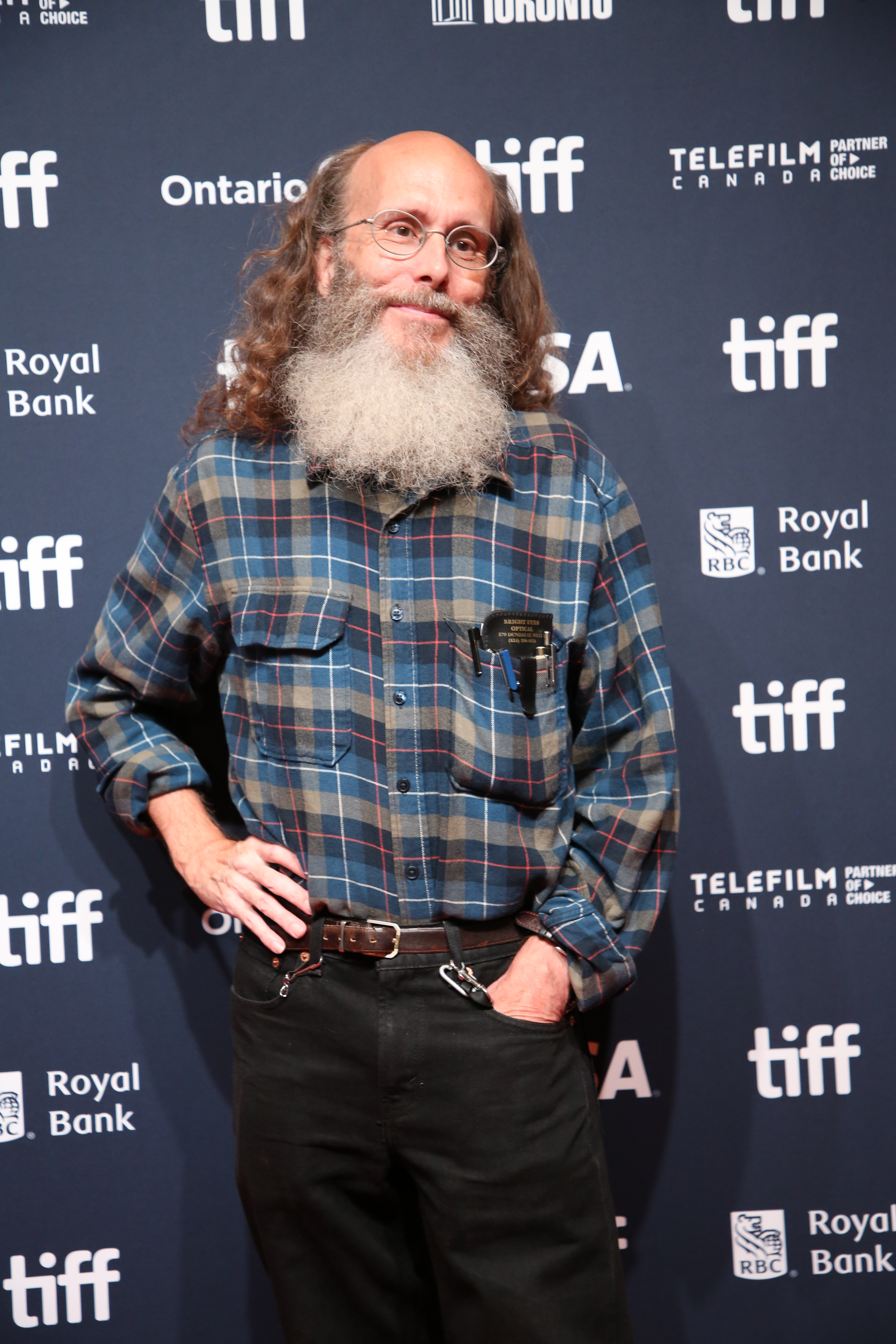
Chester Brown, Lees nära vän och tidigare pojkvän, på TIFF 2024. Lee hade 2024 premiär med filmen Paying for It efter Browns självbiografiska seriebok, och Brown medverkade i produktionen.

Lee hade mellan 1992 och 1996 en amorös relation med serieskaparen Chester Brown, och de bodde tillsammans även sedan de övergått till att "bara" vara vänner. Hon medverkar som seriefigur i flera av hans tecknade serier. Under två års tid levde han i Vancouver för att de två skulle kunna bo tillsammans, varefter han flyttade tillbaka till Toronto när hon fick arbete där som videojockey för den kanadensiska musikvideokanalen Muchmusic. Han tecknade 1996 omslaget och bidrog med låttexter till hennes soloalbum Wigs 'n Guns.
Browns relation med Lee är den sista amorösa pojke-flicka-relation han haft, vilket han förklarar i sin serie Paying for It. De två är fortfarande bästa vänner, och Brown har bidragit med teckningar till hennes musikproduktioner så sent som 2009 (Year of the Carnivore). 2024 regisserade Lee en filmbearbetning av Browns serie Paying for It.

### Senare decennier
Lee var senare i en relation med skribenten och musikern Adam Litovitz, som hon mellan 2007 och 2018 återkommande samarbetade med i artistiska sammanhang. De två syntes då och då med improviserade musikframträdanden under namnet LLVK, en förkortning för Lee/Litovitz/Valdivia/Kamino. Därefter bildade de bandet Jooj som 2015 kom med sitt debutalbum. Ett album med musik skriven av Lee och Litovitz färdigställdes 2020 och släpptes våren 2021 på Mint Records under titeln jooj two.

### Privatliv
Lee bor i Toronto. Hon definierar sig som bisexuell, queer och "gender-fluid" (jämför ickebinär).

## Yrkeskarriär

### Radio och TV
1995 blev Lee videojockey på TV-kanalen Muchmusic. Där programledde hon The Wedge, kanalens program för alternativ musik. Samma år, på dagen när en persons personliga sexuella läggning gavs skydd under sektion 15 i Kanadas rättighets- och frihetslagstiftning, beslöt Lee att fira det hela genom att kyssa en kvinna i direktsändning.
Lee övergick 2002 till en roll som värd för popkulturprogrammet Definitely Not the Opera på CBC Radio One. Programmet sändes på lördagseftermiddagar fram till 2016.
Under hösten 2004 var Lee programledare för ett avsnitt av TV-programserien The Greatest Canadian i CBC Television.
Lee var under sommaren 2008 del av sändningsteamet hos CBC i samband med bolagets sändningar under OS i Peking. Under spelen filmade Lee ett inslag som berörde farhågor rörande mänskliga rättigheter och relaterade politiska ämnen.
Sommaren 2016 fungerade Lee som värd för den tio avsnitt långa programserien Sleepover på CBC Radio. Programmet fortsatte därefter, fram till 2018, i poddradioformat.
2020 var Lee värd för Landscape Artist of the Year Canada, en kanadensisk version av den brittiska Artist of the Year, producerad för betal-TV-kanalen Makeful.

### Film
Som uttalad feminist arbetar Lee med förkärlek med filmer som diskuterar feministiska eller rasmässiga frågor. Escapades of One Particular Mr. Noodle (1990) var hennes debut som feministisk filmregissör. Filmen producerades av Studio D, ett huvudsakligen feministiskt produktionsbolag, och som en av kortfilmerna i deras antologifilm Five Feminist Minutes.

#### 2000-talet (Shortbusoch regi)
2001 spelade Lee huvudrollen som "Alessa Woo" i Helen Lees film The Art of Woo. Samma år figurerade Lee i en mindre roll i John Cameron Mitchells film Hedwig and the Angry Inch; rollen var som "Kwahng-Yi", gitarrist i Hedwigs rockgrupp bestående av Korea-födda krigshustrur.
Två år senare väckte Lee stor uppmärksamhet, när det offentliggjordes att Lee skulle få en av rollerna i Mitchells kommande Shortbus. Mitchell meddelade att filmen skulle bli sexuellt explicit – Lee och de andra skådespelarna utför osimulerat sex framför kameran – och CBC hotade ett tag med att avskeda henne. Lee var då programledare för det långlivade radioprogrammet Definitely Not the Opera på CBC Radio. Genom skapandet av Shortbus ville Mitchell skapa en film om kärlek och sex utan att behöva ägna sig åt självcensur. Mediepersonligheter som Francis Ford Coppola, Michael Stipe, Julianne Moore och Yoko Ono, liksom många CBC Radio-lyssnare, kom till Lees försvar, och CBC drog till slut tillbaka hotet om avsked.
Filmen hade premiär 2006 på filmfestivalen i Cannes. Lees rollprestation belönades med 2007 års International Cinephile Society Award for Best Supporting Actress.
Detta var första gången Lee utforskade öppet sexuella uttryck på film. 2005 agerade hon i 3 Needles, en kortfilm med HIV och Aids som tema. Filmen utspelas på olika platser runt världen – Kanada, Kina och Sydafrika – vilket är tänkt att förtydliga hur könssjukdomar finns överallt.

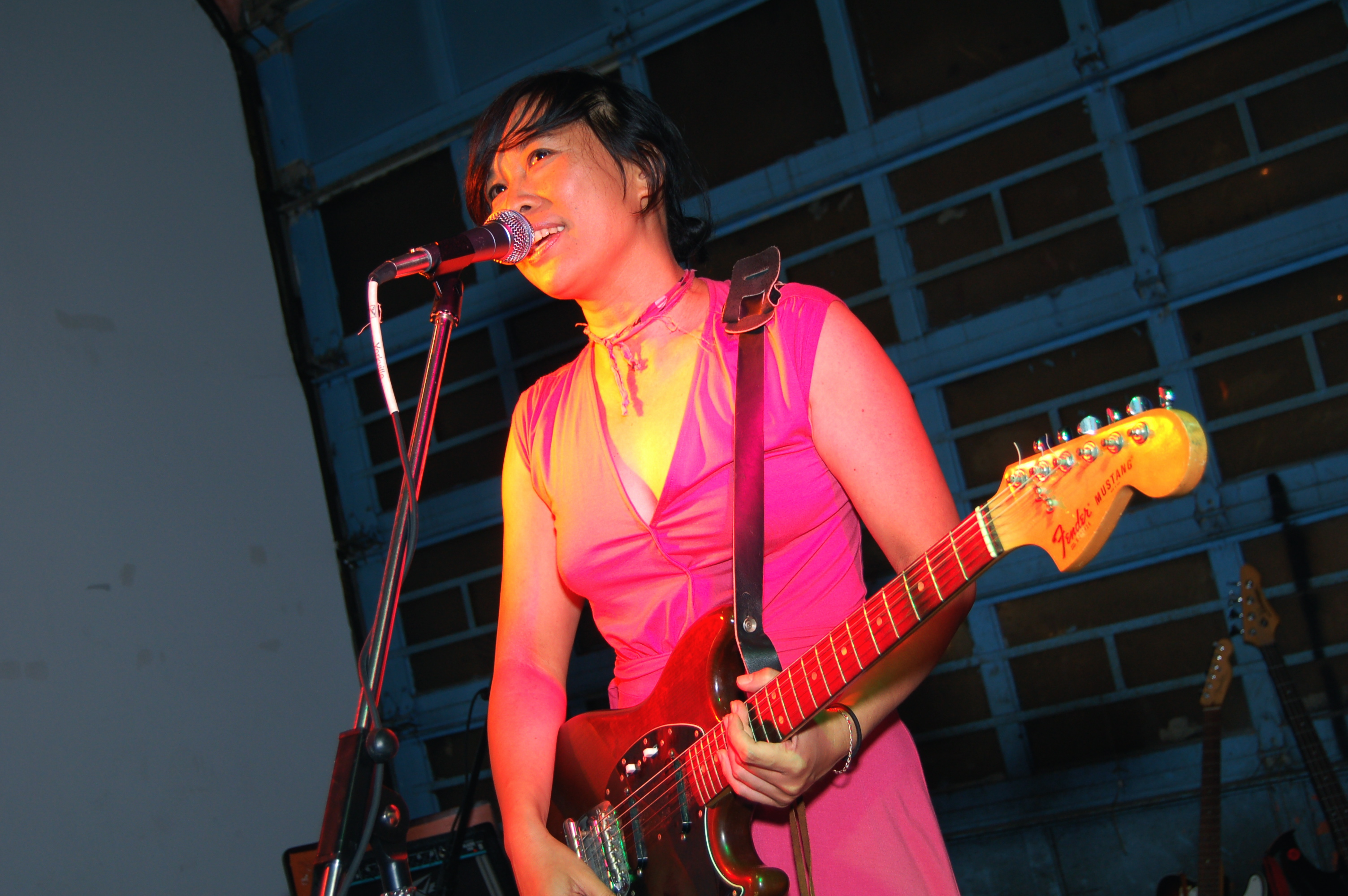
Sook-Yin Lee på scen under TIFF 2009, där Lees Year of the Carnivore hade premiär.

Lee skrev, regisserade och spelade i segmentet "The Brazilian", del av filmen Toronto Stories (2008). Hennes regidebut i långfilmssammanhang skedde året efter, när Year of the Carnivore hade premiär under Toronto International Film Festival. Lee, Litovitz och Buck 65 samarbetade också på filmmusiken, vilken nominerades till en Genie Award på  den 31:a upplagan av den kanadensiska film- och TV-akademins Genie Awards.

#### 2010-talet
2012 valdes Lee till att spela Olivia Chow i TV-filmen Jack. I rollen som Jack Layton syntes Rick Roberts. Filmen sändes 2013 på CBC Television, varefter hon 2014 vann Canadian Screen Award för Bästa rollprestationen i en kvinnlig huvudroll i ett TV-program/miniserie.
Lees andra långfilm som regissör, Octavio Is Dead!, hade 2018 premiär på film- och videofestivalen Inside Out. Filmen fick flera nomineringar inför den sjunde Canadian Screen Awards-galan.

#### 2020-talet (Paying for It)

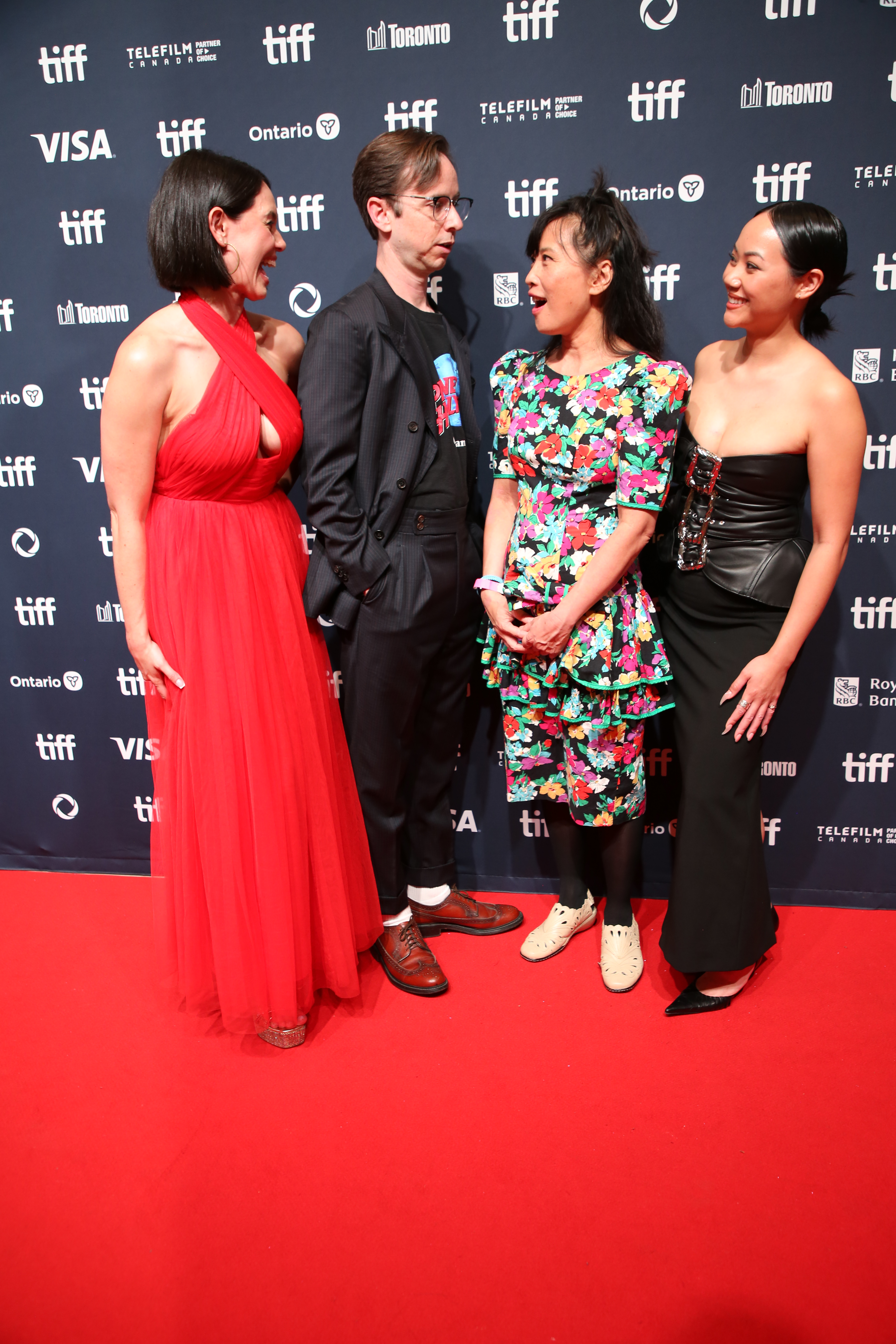
Andrea Werhun, Dan Beirne, Sook-Yin Lee och Emily Lê under TIFF 2024.

2024 hade Paying for It premiär på Toronto International Film Festival. Filmen, som är Lees tolkning av vännen och den tidigare pojkvännens serieroman med samma namn, hade fötts som filmidé redan strax efter serieromanens utgivning ett drygt decennium tidigare. Lee har själv beskrivit filmen som en dramakomedi.
Lees filmprojekt, där manuset omarbetades ett antal gånger under resans gång, lade till nya perspektiv till Browns serieberättelse. Där Brown presenterade sin syn på sina livsval – att sluta leta efter kärleken och istället lösa sitt behov av relationsbaserat sex genom att köpa sexuella tjänster – kompletterade Lee med sin egen syn på parets fyraåriga kärleksrelation och bakgrunden till Browns livsavgörande beslut. Hennes alter ego i filmen, "Sonny", visar också fram sina egna ibland allt annat än perfekta sidor, och genom Paying for It har Lee också kunnat utforska en del av sitt eget liv.
Dessutom bjuder filmen på mer av sexarbetarnas perspektiv. Både Brown och Lee är övertygade förkämpar för sexarbetares rätt att få finnas och respekteras av samhället, i ett Kanada där lagstiftningen sedan 2014 följer den svenska modellen kring prostitution med förbud mot sexköp.
John Cameron Mitchell fungerade som exekutiv producent för filmen, där man ägnade mycket energi åt att få till en äkta känsla runt miljöer och sexarbete. I skådespelarensemblen finns ett antal nuvarande eller tidigare sexarbetare, inklusive Andrea Werhun (känd för sin självbiografi Modern Whore). Werhun fungerade även som rådgivare åt produktionen, där man i en scen besöker en lokal som varit bordell i Toronto. Filmen bjuder för övrigt på en hel del tillbakablickar på 1990-talets Toronto, med kaféer och olika samlingspunkter runt Kensington Market som kännetecknade den tidens stadsmiljö. Delar av filmen spelades in i Lees egen lägenhet, den som hon och Brown delade på 1990-talet.
Lees film har i sin tolkning av en serieroman på filmduken jämförts med Ghost World. Terry Zwigoffs film från 2001, där Scarlett Johansson syntes i en tidig filmroll, baserades på Daniel Clowes serie. I Lees film spelas hennes alter ego "Sonny" av Emily Lê och Chester Brown av Dan Beirne. Lee medger att filmens "Sonny" är en kombination av skådespelaren och regissörens dåtida jag, medan Chester Brown i filmen är mer trogen den verkliga personen.

### Teater
2013 syntes Lee på scen i den egenskrivna teatersport-liknande föreställningen How Can I Forget? på Torontos Rhubarb. Den sattes även upp på teaterfestivalen Summerworks. Hon och Adam Litovitz satte upp Morrice Fled: Two Paintings Talk to Each Other, en "pop-up-performance" vid Art Gallery of Ontario, baserat på James Wilson Morrices konst. Året efter stod hon för koreografin till ett danssolo för Syreeta Hector, som del av On Display på Toronto Dance Theatre.
Mellan 2015 och 2017 skrev och regisserade Lee Sphere of Banished Suffering, tillsammans med dansarna Jenn Goodwin, Mairi Greig och Charlie McGettigan. Projektet, som utvecklades i samarbete med Litovitz, fick slutligen sin premiär vid Festival of New Dance, 2017.
2019 skrev Lee Unsafe, där hon även syntes på scenen på Canadian Stage. Denna dokumentärbaserade teaterproduktion fokuserade på ämnet censur.

## Verk

### Diskografi
- 1994 – Lavinia's Tongue (Zulu Records)
- 1996 – Wigs 'n' Guns (Zulu Records)
- 2003 – Electric Blues (med Slan, Last Gang Records)
- 2010 – Original Music from and Inspired by the Movie Year of the Carnivore (med Buck 65 och Adam Litovitz, Last Gang Records)
- 2015 – JOOJ (med Adam Litovitz, Last Gang Records)
- 2018 – Octavio is Dead! (musik till filmen Octavio is Dead! med Alia O'Brien och Adam Litovitz, Last Gang Records)
- 2021 – jooj two (med Adam Litovitz, Mint Records)

### Filmografi[64]

#### Långfilmer, TV-filmer
- Relentless: Mind of a Killer (1993, TV-film, rollen som "Jennifer")
- Green Dolphin Beat (1994, TV-film; som "Mai-ling")
- Bad Company (1995; som servitris)
- Boy Meets Girl (1998; som "Judy")
- Island of Shadows: D'Arcy Island Leper Colony, 1891–1924 (2000, TV-film; berättare)
- Hedwig and the Angry Inch (2001; som "Kwahng-Yi")
- The Art of Woo (2001; som "Alessa Woo")
- Suspiria (2003; som "Elsa")
- 3 Needles (2005; som "ton Xiu", risbondens hustru)
- Shortbus (2006; som "Sofia")
- Toronto Stories (2008)
- Year of the Carnivore (2009; manus och regi)
- Jack (2013, TV-film; som "Olivia Chow")
- Octavio Is Dead! (2018; manus och regi)
- Death and Sickness (2020; manus, regi och som "Sook-Yin")
- Close to You (2023; som "Emily"
- Darkest Miriam (2024; som "Susu Leung")
- Rest and Relax (2024; manus, regi och olika roller)
- Paying for It (2024; manus och regi)

#### Kortfilmer
- "Escapades of One Particular Mr. Noodle" (1990, regi; segment av filmen Five Feminist Minutes)[65]
- Hey, Kelly (1992; regi)
- Girl Cleans Sink (2004; manus och regi)
- Unlocked (2005; manus och regi)
- "The Brazilian" (2008, manus, regi och som "Willia"; segment av filmen Toronto Stories)
- I Won (2009; manus och röst)
- Orange (2009; manus)
- True Love (2010; manus och röst)
- Three Movements (2013; manus, regi och roll)
- Jooj: Shoulders and Whispers (2015, musikvideo; regi och musiker)
- Whispers and Shoulders (2015; som spöke)
- A Fermenting Woman (2024; som "Marielle")

#### Övrigt
- M.A.N.T.I.S. (1994, 2 TV-serieavsnitt, som "Woo Kang")
- Sliders (1995, 1 TV-serieavsnitt; som "Pat")
- The Newsroom (1997, 1 TV-serieavsnitt; som sekreterare)
- Coroner (2020, 1 TV-serieavsnitt; som "Flora")